# Josh Hutcherson
Joshua Ryan Hutcherson, més conegut com a Josh Hutcherson, (Union, 12 d'octubre de 1992) és un actor de cinema i televisió estatunidenc. La seva carrera com a actor va començar el 2002 interpretant a Nicky Harper en la sèrie House Blend. El 2005 va començar a protagonitzar grans papers en pel·lícules com Petit Manhattan, Zathura, una aventura espacial, la comèdia RV, l'aventura Gos al rescat, i les pel·lícules adaptades d'Un Pont cap a Terabithia, Cirque du Freak: The Vampire s Assistant, Viatge al centre de la Terra i Els jocs de la fam.

## Biografia
Josh és fill de Michelle i Chris Hutcherson i és germà gran de l'actor Connor Hutcherson. Volia ser actor des dels quatre anys, però va començar a audicionar el 2002, a l'edat de nou anys.

## Carrera
Josh va començar la seva carrera en el 2000, el 2002 va aparèixer en la pel·lícula feta per a la televisió Becoming Glen, aquest mateix any va aparèixer en un episodi de la sèrie de televisió ER i en el pilot de House Blend.
En el 2003 va aparèixer com l'actor principal en la pel·lícula Miracle Dogs on va interpretar a Charlie Logan, també va aparèixer en les pel·lícules One Last Ride, va aparèixer en un petit paper en American Splendor i en Wilder Days on va interpretar a Chris Moore, per la seva interpretació va ser nominat a un premi Young Artist.
En el 2004 va prestar la seva veu per la pel·lícula L'Exprés Polar, aquest mateix any va aparèixer en les pel·lícules Eddie s Father, en les pel·lícules animades Party Wagon, Howl's Moving Castle i en la pel·lícula familiar Motocròs on va interpretar a TJ, per la seva interpretació va ser nominat a un premi Young Artist en la categoria de millor actuació en una pel·lícula.
En el 2005 va aparèixer en les pel·lícules Kicking & Screaming on va actuar com a personatge secundari, en Little Manhattan i en Zathura.
En el 2006 va aparèixer en la pel·lícula còmica RV, per aquesta interpretació també va ser nominat a un Young Artist en la categoria de millor actuació en una pel·lícula.
En el 2007 va aparèixer en les pel·lícules Firehouse Dog on va interpretar a Shane Fahey, el fill d'un bomber que fa amistat amb un gos i Bridge to Terabithia on va interpretar al jove creatiu Jess Aarons. Per la seva interpretació va guanyar un premi Young Artist el 2008 i, en 2008 també, va aparèixer en la pel·lícula independent Winged Creatures juntament amb Dakota Fanning i en Journey to the Center of the Earth.
En el 2009 va donar vida a Steve "Leopard" Leonard en Cirque du Freak: The Vampire s Assistant, pel·lícula adaptada dels primers tres llibres de la saga de Darren Shan. En el 2010 va aparèixer en les pel·lícules The Kids Are All Right, The Third Rule, Carmel, on és també el productor executiu, i a Red Dawn on interpretarà a Robert Miller al costat de Chris Hemsworth, Josh Peck i Isabel Lucas. En el 2011 va participar en la pel·lícula Detention. En aquest mateix any va audicionar per al paper protagonista de The Amazing Spiderman, es pot veure el vídeo de la seva audició a Youtube.
En 2012 va participar en Journey 2: The Mysterious Island. A més, ha signat un contracte per interpretar el paper de Peeta Mellark en les quatre pel·lícules de la saga Els jocs de la fam, de l'autora Suzanne Collins.

## Filmografia

### Cinema
| Pel·lícules | Pel·lícules                                                 | Pel·lícules             | Pel·lícules                            |
| Any         | Títol                                                       | Personatge              | Notes                                  |
| ----------- | ----------------------------------------------------------- | ----------------------- | -------------------------------------- |
| 2003        | American Splendor                                           | Robin                   | Amb Paul Giamatti                      |
| 2004        | The Polar Express                                           | Hero Boy                | prestar la seva veu: versió en anglès  |
| 2004        | El castell ambulant                                         | Markl                   | prestar la seva veu: versió en anglès  |
| 2004        | Motocròs Kids                                               | TJ                      | Amb Alana Austin i Lorenzo Lamas       |
| 2005        | Zathura: Una aventura espacial (Zathura: A Space Adventure) | Walter                  | Amb Kristen Stewart                    |
| 2005        | Little Manhattan                                            | Gabe                    |                                        |
| 2005        | Kicking & Screaming                                         | Bucky Weston            | Amb Robert Duvall                      |
| 2005        | One Last Ride                                               | Joey                    | -                                      |
| 2006        | RV                                                          | Carl Munro              | Amb Robin Williams                     |
| 2007        | Firehouse Dog                                               | Shane Fahey             |                                        |
| 2007        | Bridge to Terabithia                                        | Jess "Jesse" Aarons     |                                        |
| 2008        | Viatge al centre de la Terra                                | Sean Anderson           |                                        |
| 2008        | Winged Creatures                                            | Jimmy Jasperson         | Amb Dakota Fanning                     |
| 2009        | Cirque du Freak: The Vampire s Assistant                    | Steve "Leopard" Leonard |                                        |
| 2010        | The Third Rule                                              | Chuck                   | Curtmetratge                           |
| 2010        | Els nois estan bé                                           | Làser                   | Amb Julianne Moore i Annette Bening    |
| 2011        | Detention                                                   | Clapton Davis           |                                        |
| 2012        | 7 dies a l'Havana                                           | Teddy Atkins            | amb Daniel Brühl i Emir Kusturica      |
| 2012        | Els jocs de la fam                                          | Peeta Mellark           | Amb Jennifer Lawrence i Liam Hemsworth |
| 2012        | Viatge al centre de la Terra 2: L'illa misteriosa           | Sean Anderson           | Amb Vanessa Hudgens                    |
| 2012        | Red Dawn                                                    | Robert Kinter           | Amb Chris Hemsworth i Isabel Lucas     |
| 2012        | The Forger                                                  | Joshua Mason            |                                        |
| 2013        | Aaron & Sarah                                               | Aaron                   |                                        |
| 2013        | Epic                                                        | Nod                     |                                        |
| 2013        | Els jocs de la fam: En flames                               | Peeta Mellark           | Amb Jennifer Lawrence i Liam Hemsworth |
| 2014        | Els jocs de la fam: L'ocell de la revolta - Part 1          | Peeta Mellark           | Amb Jennifer Lawrence i Liam Hemsworth |
| 2014        | Journey 3: From the Earth to the Moon                       | Sean Anderson           |                                        |
| 2015        | Els jocs de la fam: L'ocell de la revolta - Part 2          | Peeta Mellark           | Amb Jennifer Lawrence i Liam Hemsworth |
| 2016        | In Dubious Battle                                           | Vinnie                  |                                        |
| 2017        | The Disaster Artist                                         | Philip Haldiman         |                                        |
| 2017        | Tragedy Girls                                               | Toby Mitchell           |                                        |
| 2018        | The Long Home                                               | Nathan Winer            | Post-producció                         |
| 2023        | Five Nights at Freddy's                                     | Mike Schmidt            |                                        |